# 賴特鎮區 (北達科他州迪基縣)
賴特鎮區（英語：Wright Township）是位於美國北達科他州迪基縣的一個鎮區。

## 地方資料
賴特鎮區的面積為91.93平方千米，當中陸地面積為91.41平方千米，而水域面積為0.52平方千米。根據2020年美國人口普查的數據，當地共有人口40人，而人口密度為每平方千米0.44人。